# Другият наш възможен живот
„Другият наш възможен живот“ е български игрален филм (психологическа драма) от 2005 година на режисьора Румяна Петкова, по сценарий на Невелина Попова. Оператор е Светлана Ганева. Музиката във филма е композирана от Петър Дундаков.
В памет на поета Христо Фотев.
Музиката се изпълнява от Христо Ламбов, Росен Балкански, Мирослав Иванов и Борислав Зашев.

## Сюжет
Мъж и жена на средна възраст (в ролите Ваня Цветкова и Иван Иванов) се срещат отново след много години на територията на България. Тя е с висше образование, но принудена от обстоятелствата да се препитава като ватманка. Той се завръща в България за погребението на баща си след много години пътувания на Запад и живот в чужбина. Забелязва я случайно и двамата решават да възродят някогашната си любов. Филмът всъщност е за пропуснати възможности, грешките на младостта, вини, разочарования, равносметки и повторна възможност и надежда да ги поправиш.

## Актьорски състав
| Роля                                 | Изпълнител                            |
| ------------------------------------ | ------------------------------------- |
| ватманката Люба, бивша поетеса       | Ваня Цветкова                         |
| Лъчезар Денев, емигрантът от Америка | Иван Иванов                           |
| дъщерята Надя                        | Янка Стоименова                       |
| бащата на Люба                       | Кирил Господинов                      |
| майката на Люба                      | Катя Динева                           |
| Лина, жената на Петър                | Ирини Жамбонас                        |
| Митето, бивш приятел                 | Асен Мутафчиев                        |
| Петър, завърнал се от чужбина        | Цветан Алексиев                       |
| Пешо Шестицата, колега ватман        | Валентин Танев                        |
| Донка, бездетната съседка            | Сашка Братанова                       |
| Кралев                               | Александър Лилов                      |
| Краси                                | Мая Лесичкова                         |
| Ванката                              | Иван Георгиев                         |
| кръчмарят Насо, бивш философ         | Любен Чаталов                         |
| Митака                               | Тодор Мадолев                         |
| отец Димитър                         | Иван Кондов                           |
|                                      | Ани Спасова                           |
|                                      | Мая Петрова                           |
|                                      | Спаска Пеева                          |
|                                      | Вяра Коларова                         |
|                                      | Гергана Тодева                        |
|                                      | Георги Петров                         |
|                                      | Веско Георгиев                        |
|                                      | Любо Петкашев                         |
|                                      | Николай Пърлев                        |
|                                      | Бистра Тупарова                       |
|                                      | Велислава Стефанова                   |
|                                      | Максим Андреев                        |
|                                      | и постоянните клиенти на „Сам дойдох“ |

## Любопитни факти
- Това е последният филм с участието на Кирил Господинов.